# Матч за звання чемпіона світу із шахів 2012
Матч за звання чемпіона світу з шахів був проведений у Москві з 11 по 30 травня 2012 року. Чинний чемпіон Вішванатан Ананд переміг переможця матчів претендентів Бориса Гельфанда з рахунком 8½:7½ (у тай-брейку) і захистив титул чемпіона світу з шахів.
8-а партія стала найкоротшою результативною зіграною в матчах за звання чемпіона світу (див. діаграму).
|   | a | b | c | d | e | f | g | h |   |
| 8 | a8 чорна тура · b8 чорний кінь · e8 чорна тура · g8 чорний король · a7 чорний пішак · b7 чорний пішак · f7 чорний пішак · h7 чорний пішак · d6 чорний пішак · g6 чорний пішак · c5 чорний пішак · d5 білий пішак · h5 білий пішак · c4 білий пішак · c3 білий кінь · a2 білий пішак · b2 білий пішак · c2 білий король · d2 білий ферзь · h2 білий пішак · b1 біла тура · f1 білий слон · h1 чорний ферзь | a8 чорна тура · b8 чорний кінь · e8 чорна тура · g8 чорний король · a7 чорний пішак · b7 чорний пішак · f7 чорний пішак · h7 чорний пішак · d6 чорний пішак · g6 чорний пішак · c5 чорний пішак · d5 білий пішак · h5 білий пішак · c4 білий пішак · c3 білий кінь · a2 білий пішак · b2 білий пішак · c2 білий король · d2 білий ферзь · h2 білий пішак · b1 біла тура · f1 білий слон · h1 чорний ферзь | a8 чорна тура · b8 чорний кінь · e8 чорна тура · g8 чорний король · a7 чорний пішак · b7 чорний пішак · f7 чорний пішак · h7 чорний пішак · d6 чорний пішак · g6 чорний пішак · c5 чорний пішак · d5 білий пішак · h5 білий пішак · c4 білий пішак · c3 білий кінь · a2 білий пішак · b2 білий пішак · c2 білий король · d2 білий ферзь · h2 білий пішак · b1 біла тура · f1 білий слон · h1 чорний ферзь | a8 чорна тура · b8 чорний кінь · e8 чорна тура · g8 чорний король · a7 чорний пішак · b7 чорний пішак · f7 чорний пішак · h7 чорний пішак · d6 чорний пішак · g6 чорний пішак · c5 чорний пішак · d5 білий пішак · h5 білий пішак · c4 білий пішак · c3 білий кінь · a2 білий пішак · b2 білий пішак · c2 білий король · d2 білий ферзь · h2 білий пішак · b1 біла тура · f1 білий слон · h1 чорний ферзь | a8 чорна тура · b8 чорний кінь · e8 чорна тура · g8 чорний король · a7 чорний пішак · b7 чорний пішак · f7 чорний пішак · h7 чорний пішак · d6 чорний пішак · g6 чорний пішак · c5 чорний пішак · d5 білий пішак · h5 білий пішак · c4 білий пішак · c3 білий кінь · a2 білий пішак · b2 білий пішак · c2 білий король · d2 білий ферзь · h2 білий пішак · b1 біла тура · f1 білий слон · h1 чорний ферзь | a8 чорна тура · b8 чорний кінь · e8 чорна тура · g8 чорний король · a7 чорний пішак · b7 чорний пішак · f7 чорний пішак · h7 чорний пішак · d6 чорний пішак · g6 чорний пішак · c5 чорний пішак · d5 білий пішак · h5 білий пішак · c4 білий пішак · c3 білий кінь · a2 білий пішак · b2 білий пішак · c2 білий король · d2 білий ферзь · h2 білий пішак · b1 біла тура · f1 білий слон · h1 чорний ферзь | a8 чорна тура · b8 чорний кінь · e8 чорна тура · g8 чорний король · a7 чорний пішак · b7 чорний пішак · f7 чорний пішак · h7 чорний пішак · d6 чорний пішак · g6 чорний пішак · c5 чорний пішак · d5 білий пішак · h5 білий пішак · c4 білий пішак · c3 білий кінь · a2 білий пішак · b2 білий пішак · c2 білий король · d2 білий ферзь · h2 білий пішак · b1 біла тура · f1 білий слон · h1 чорний ферзь | a8 чорна тура · b8 чорний кінь · e8 чорна тура · g8 чорний король · a7 чорний пішак · b7 чорний пішак · f7 чорний пішак · h7 чорний пішак · d6 чорний пішак · g6 чорний пішак · c5 чорний пішак · d5 білий пішак · h5 білий пішак · c4 білий пішак · c3 білий кінь · a2 білий пішак · b2 білий пішак · c2 білий король · d2 білий ферзь · h2 білий пішак · b1 біла тура · f1 білий слон · h1 чорний ферзь | 8 |
| 7 | a8 чорна тура · b8 чорний кінь · e8 чорна тура · g8 чорний король · a7 чорний пішак · b7 чорний пішак · f7 чорний пішак · h7 чорний пішак · d6 чорний пішак · g6 чорний пішак · c5 чорний пішак · d5 білий пішак · h5 білий пішак · c4 білий пішак · c3 білий кінь · a2 білий пішак · b2 білий пішак · c2 білий король · d2 білий ферзь · h2 білий пішак · b1 біла тура · f1 білий слон · h1 чорний ферзь | a8 чорна тура · b8 чорний кінь · e8 чорна тура · g8 чорний король · a7 чорний пішак · b7 чорний пішак · f7 чорний пішак · h7 чорний пішак · d6 чорний пішак · g6 чорний пішак · c5 чорний пішак · d5 білий пішак · h5 білий пішак · c4 білий пішак · c3 білий кінь · a2 білий пішак · b2 білий пішак · c2 білий король · d2 білий ферзь · h2 білий пішак · b1 біла тура · f1 білий слон · h1 чорний ферзь | a8 чорна тура · b8 чорний кінь · e8 чорна тура · g8 чорний король · a7 чорний пішак · b7 чорний пішак · f7 чорний пішак · h7 чорний пішак · d6 чорний пішак · g6 чорний пішак · c5 чорний пішак · d5 білий пішак · h5 білий пішак · c4 білий пішак · c3 білий кінь · a2 білий пішак · b2 білий пішак · c2 білий король · d2 білий ферзь · h2 білий пішак · b1 біла тура · f1 білий слон · h1 чорний ферзь | a8 чорна тура · b8 чорний кінь · e8 чорна тура · g8 чорний король · a7 чорний пішак · b7 чорний пішак · f7 чорний пішак · h7 чорний пішак · d6 чорний пішак · g6 чорний пішак · c5 чорний пішак · d5 білий пішак · h5 білий пішак · c4 білий пішак · c3 білий кінь · a2 білий пішак · b2 білий пішак · c2 білий король · d2 білий ферзь · h2 білий пішак · b1 біла тура · f1 білий слон · h1 чорний ферзь | a8 чорна тура · b8 чорний кінь · e8 чорна тура · g8 чорний король · a7 чорний пішак · b7 чорний пішак · f7 чорний пішак · h7 чорний пішак · d6 чорний пішак · g6 чорний пішак · c5 чорний пішак · d5 білий пішак · h5 білий пішак · c4 білий пішак · c3 білий кінь · a2 білий пішак · b2 білий пішак · c2 білий король · d2 білий ферзь · h2 білий пішак · b1 біла тура · f1 білий слон · h1 чорний ферзь | a8 чорна тура · b8 чорний кінь · e8 чорна тура · g8 чорний король · a7 чорний пішак · b7 чорний пішак · f7 чорний пішак · h7 чорний пішак · d6 чорний пішак · g6 чорний пішак · c5 чорний пішак · d5 білий пішак · h5 білий пішак · c4 білий пішак · c3 білий кінь · a2 білий пішак · b2 білий пішак · c2 білий король · d2 білий ферзь · h2 білий пішак · b1 біла тура · f1 білий слон · h1 чорний ферзь | a8 чорна тура · b8 чорний кінь · e8 чорна тура · g8 чорний король · a7 чорний пішак · b7 чорний пішак · f7 чорний пішак · h7 чорний пішак · d6 чорний пішак · g6 чорний пішак · c5 чорний пішак · d5 білий пішак · h5 білий пішак · c4 білий пішак · c3 білий кінь · a2 білий пішак · b2 білий пішак · c2 білий король · d2 білий ферзь · h2 білий пішак · b1 біла тура · f1 білий слон · h1 чорний ферзь | a8 чорна тура · b8 чорний кінь · e8 чорна тура · g8 чорний король · a7 чорний пішак · b7 чорний пішак · f7 чорний пішак · h7 чорний пішак · d6 чорний пішак · g6 чорний пішак · c5 чорний пішак · d5 білий пішак · h5 білий пішак · c4 білий пішак · c3 білий кінь · a2 білий пішак · b2 білий пішак · c2 білий король · d2 білий ферзь · h2 білий пішак · b1 біла тура · f1 білий слон · h1 чорний ферзь | 7 |
| 6 | a8 чорна тура · b8 чорний кінь · e8 чорна тура · g8 чорний король · a7 чорний пішак · b7 чорний пішак · f7 чорний пішак · h7 чорний пішак · d6 чорний пішак · g6 чорний пішак · c5 чорний пішак · d5 білий пішак · h5 білий пішак · c4 білий пішак · c3 білий кінь · a2 білий пішак · b2 білий пішак · c2 білий король · d2 білий ферзь · h2 білий пішак · b1 біла тура · f1 білий слон · h1 чорний ферзь | a8 чорна тура · b8 чорний кінь · e8 чорна тура · g8 чорний король · a7 чорний пішак · b7 чорний пішак · f7 чорний пішак · h7 чорний пішак · d6 чорний пішак · g6 чорний пішак · c5 чорний пішак · d5 білий пішак · h5 білий пішак · c4 білий пішак · c3 білий кінь · a2 білий пішак · b2 білий пішак · c2 білий король · d2 білий ферзь · h2 білий пішак · b1 біла тура · f1 білий слон · h1 чорний ферзь | a8 чорна тура · b8 чорний кінь · e8 чорна тура · g8 чорний король · a7 чорний пішак · b7 чорний пішак · f7 чорний пішак · h7 чорний пішак · d6 чорний пішак · g6 чорний пішак · c5 чорний пішак · d5 білий пішак · h5 білий пішак · c4 білий пішак · c3 білий кінь · a2 білий пішак · b2 білий пішак · c2 білий король · d2 білий ферзь · h2 білий пішак · b1 біла тура · f1 білий слон · h1 чорний ферзь | a8 чорна тура · b8 чорний кінь · e8 чорна тура · g8 чорний король · a7 чорний пішак · b7 чорний пішак · f7 чорний пішак · h7 чорний пішак · d6 чорний пішак · g6 чорний пішак · c5 чорний пішак · d5 білий пішак · h5 білий пішак · c4 білий пішак · c3 білий кінь · a2 білий пішак · b2 білий пішак · c2 білий король · d2 білий ферзь · h2 білий пішак · b1 біла тура · f1 білий слон · h1 чорний ферзь | a8 чорна тура · b8 чорний кінь · e8 чорна тура · g8 чорний король · a7 чорний пішак · b7 чорний пішак · f7 чорний пішак · h7 чорний пішак · d6 чорний пішак · g6 чорний пішак · c5 чорний пішак · d5 білий пішак · h5 білий пішак · c4 білий пішак · c3 білий кінь · a2 білий пішак · b2 білий пішак · c2 білий король · d2 білий ферзь · h2 білий пішак · b1 біла тура · f1 білий слон · h1 чорний ферзь | a8 чорна тура · b8 чорний кінь · e8 чорна тура · g8 чорний король · a7 чорний пішак · b7 чорний пішак · f7 чорний пішак · h7 чорний пішак · d6 чорний пішак · g6 чорний пішак · c5 чорний пішак · d5 білий пішак · h5 білий пішак · c4 білий пішак · c3 білий кінь · a2 білий пішак · b2 білий пішак · c2 білий король · d2 білий ферзь · h2 білий пішак · b1 біла тура · f1 білий слон · h1 чорний ферзь | a8 чорна тура · b8 чорний кінь · e8 чорна тура · g8 чорний король · a7 чорний пішак · b7 чорний пішак · f7 чорний пішак · h7 чорний пішак · d6 чорний пішак · g6 чорний пішак · c5 чорний пішак · d5 білий пішак · h5 білий пішак · c4 білий пішак · c3 білий кінь · a2 білий пішак · b2 білий пішак · c2 білий король · d2 білий ферзь · h2 білий пішак · b1 біла тура · f1 білий слон · h1 чорний ферзь | a8 чорна тура · b8 чорний кінь · e8 чорна тура · g8 чорний король · a7 чорний пішак · b7 чорний пішак · f7 чорний пішак · h7 чорний пішак · d6 чорний пішак · g6 чорний пішак · c5 чорний пішак · d5 білий пішак · h5 білий пішак · c4 білий пішак · c3 білий кінь · a2 білий пішак · b2 білий пішак · c2 білий король · d2 білий ферзь · h2 білий пішак · b1 біла тура · f1 білий слон · h1 чорний ферзь | 6 |
| 5 | a8 чорна тура · b8 чорний кінь · e8 чорна тура · g8 чорний король · a7 чорний пішак · b7 чорний пішак · f7 чорний пішак · h7 чорний пішак · d6 чорний пішак · g6 чорний пішак · c5 чорний пішак · d5 білий пішак · h5 білий пішак · c4 білий пішак · c3 білий кінь · a2 білий пішак · b2 білий пішак · c2 білий король · d2 білий ферзь · h2 білий пішак · b1 біла тура · f1 білий слон · h1 чорний ферзь | a8 чорна тура · b8 чорний кінь · e8 чорна тура · g8 чорний король · a7 чорний пішак · b7 чорний пішак · f7 чорний пішак · h7 чорний пішак · d6 чорний пішак · g6 чорний пішак · c5 чорний пішак · d5 білий пішак · h5 білий пішак · c4 білий пішак · c3 білий кінь · a2 білий пішак · b2 білий пішак · c2 білий король · d2 білий ферзь · h2 білий пішак · b1 біла тура · f1 білий слон · h1 чорний ферзь | a8 чорна тура · b8 чорний кінь · e8 чорна тура · g8 чорний король · a7 чорний пішак · b7 чорний пішак · f7 чорний пішак · h7 чорний пішак · d6 чорний пішак · g6 чорний пішак · c5 чорний пішак · d5 білий пішак · h5 білий пішак · c4 білий пішак · c3 білий кінь · a2 білий пішак · b2 білий пішак · c2 білий король · d2 білий ферзь · h2 білий пішак · b1 біла тура · f1 білий слон · h1 чорний ферзь | a8 чорна тура · b8 чорний кінь · e8 чорна тура · g8 чорний король · a7 чорний пішак · b7 чорний пішак · f7 чорний пішак · h7 чорний пішак · d6 чорний пішак · g6 чорний пішак · c5 чорний пішак · d5 білий пішак · h5 білий пішак · c4 білий пішак · c3 білий кінь · a2 білий пішак · b2 білий пішак · c2 білий король · d2 білий ферзь · h2 білий пішак · b1 біла тура · f1 білий слон · h1 чорний ферзь | a8 чорна тура · b8 чорний кінь · e8 чорна тура · g8 чорний король · a7 чорний пішак · b7 чорний пішак · f7 чорний пішак · h7 чорний пішак · d6 чорний пішак · g6 чорний пішак · c5 чорний пішак · d5 білий пішак · h5 білий пішак · c4 білий пішак · c3 білий кінь · a2 білий пішак · b2 білий пішак · c2 білий король · d2 білий ферзь · h2 білий пішак · b1 біла тура · f1 білий слон · h1 чорний ферзь | a8 чорна тура · b8 чорний кінь · e8 чорна тура · g8 чорний король · a7 чорний пішак · b7 чорний пішак · f7 чорний пішак · h7 чорний пішак · d6 чорний пішак · g6 чорний пішак · c5 чорний пішак · d5 білий пішак · h5 білий пішак · c4 білий пішак · c3 білий кінь · a2 білий пішак · b2 білий пішак · c2 білий король · d2 білий ферзь · h2 білий пішак · b1 біла тура · f1 білий слон · h1 чорний ферзь | a8 чорна тура · b8 чорний кінь · e8 чорна тура · g8 чорний король · a7 чорний пішак · b7 чорний пішак · f7 чорний пішак · h7 чорний пішак · d6 чорний пішак · g6 чорний пішак · c5 чорний пішак · d5 білий пішак · h5 білий пішак · c4 білий пішак · c3 білий кінь · a2 білий пішак · b2 білий пішак · c2 білий король · d2 білий ферзь · h2 білий пішак · b1 біла тура · f1 білий слон · h1 чорний ферзь | a8 чорна тура · b8 чорний кінь · e8 чорна тура · g8 чорний король · a7 чорний пішак · b7 чорний пішак · f7 чорний пішак · h7 чорний пішак · d6 чорний пішак · g6 чорний пішак · c5 чорний пішак · d5 білий пішак · h5 білий пішак · c4 білий пішак · c3 білий кінь · a2 білий пішак · b2 білий пішак · c2 білий король · d2 білий ферзь · h2 білий пішак · b1 біла тура · f1 білий слон · h1 чорний ферзь | 5 |
| 4 | a8 чорна тура · b8 чорний кінь · e8 чорна тура · g8 чорний король · a7 чорний пішак · b7 чорний пішак · f7 чорний пішак · h7 чорний пішак · d6 чорний пішак · g6 чорний пішак · c5 чорний пішак · d5 білий пішак · h5 білий пішак · c4 білий пішак · c3 білий кінь · a2 білий пішак · b2 білий пішак · c2 білий король · d2 білий ферзь · h2 білий пішак · b1 біла тура · f1 білий слон · h1 чорний ферзь | a8 чорна тура · b8 чорний кінь · e8 чорна тура · g8 чорний король · a7 чорний пішак · b7 чорний пішак · f7 чорний пішак · h7 чорний пішак · d6 чорний пішак · g6 чорний пішак · c5 чорний пішак · d5 білий пішак · h5 білий пішак · c4 білий пішак · c3 білий кінь · a2 білий пішак · b2 білий пішак · c2 білий король · d2 білий ферзь · h2 білий пішак · b1 біла тура · f1 білий слон · h1 чорний ферзь | a8 чорна тура · b8 чорний кінь · e8 чорна тура · g8 чорний король · a7 чорний пішак · b7 чорний пішак · f7 чорний пішак · h7 чорний пішак · d6 чорний пішак · g6 чорний пішак · c5 чорний пішак · d5 білий пішак · h5 білий пішак · c4 білий пішак · c3 білий кінь · a2 білий пішак · b2 білий пішак · c2 білий король · d2 білий ферзь · h2 білий пішак · b1 біла тура · f1 білий слон · h1 чорний ферзь | a8 чорна тура · b8 чорний кінь · e8 чорна тура · g8 чорний король · a7 чорний пішак · b7 чорний пішак · f7 чорний пішак · h7 чорний пішак · d6 чорний пішак · g6 чорний пішак · c5 чорний пішак · d5 білий пішак · h5 білий пішак · c4 білий пішак · c3 білий кінь · a2 білий пішак · b2 білий пішак · c2 білий король · d2 білий ферзь · h2 білий пішак · b1 біла тура · f1 білий слон · h1 чорний ферзь | a8 чорна тура · b8 чорний кінь · e8 чорна тура · g8 чорний король · a7 чорний пішак · b7 чорний пішак · f7 чорний пішак · h7 чорний пішак · d6 чорний пішак · g6 чорний пішак · c5 чорний пішак · d5 білий пішак · h5 білий пішак · c4 білий пішак · c3 білий кінь · a2 білий пішак · b2 білий пішак · c2 білий король · d2 білий ферзь · h2 білий пішак · b1 біла тура · f1 білий слон · h1 чорний ферзь | a8 чорна тура · b8 чорний кінь · e8 чорна тура · g8 чорний король · a7 чорний пішак · b7 чорний пішак · f7 чорний пішак · h7 чорний пішак · d6 чорний пішак · g6 чорний пішак · c5 чорний пішак · d5 білий пішак · h5 білий пішак · c4 білий пішак · c3 білий кінь · a2 білий пішак · b2 білий пішак · c2 білий король · d2 білий ферзь · h2 білий пішак · b1 біла тура · f1 білий слон · h1 чорний ферзь | a8 чорна тура · b8 чорний кінь · e8 чорна тура · g8 чорний король · a7 чорний пішак · b7 чорний пішак · f7 чорний пішак · h7 чорний пішак · d6 чорний пішак · g6 чорний пішак · c5 чорний пішак · d5 білий пішак · h5 білий пішак · c4 білий пішак · c3 білий кінь · a2 білий пішак · b2 білий пішак · c2 білий король · d2 білий ферзь · h2 білий пішак · b1 біла тура · f1 білий слон · h1 чорний ферзь | a8 чорна тура · b8 чорний кінь · e8 чорна тура · g8 чорний король · a7 чорний пішак · b7 чорний пішак · f7 чорний пішак · h7 чорний пішак · d6 чорний пішак · g6 чорний пішак · c5 чорний пішак · d5 білий пішак · h5 білий пішак · c4 білий пішак · c3 білий кінь · a2 білий пішак · b2 білий пішак · c2 білий король · d2 білий ферзь · h2 білий пішак · b1 біла тура · f1 білий слон · h1 чорний ферзь | 4 |
| 3 | a8 чорна тура · b8 чорний кінь · e8 чорна тура · g8 чорний король · a7 чорний пішак · b7 чорний пішак · f7 чорний пішак · h7 чорний пішак · d6 чорний пішак · g6 чорний пішак · c5 чорний пішак · d5 білий пішак · h5 білий пішак · c4 білий пішак · c3 білий кінь · a2 білий пішак · b2 білий пішак · c2 білий король · d2 білий ферзь · h2 білий пішак · b1 біла тура · f1 білий слон · h1 чорний ферзь | a8 чорна тура · b8 чорний кінь · e8 чорна тура · g8 чорний король · a7 чорний пішак · b7 чорний пішак · f7 чорний пішак · h7 чорний пішак · d6 чорний пішак · g6 чорний пішак · c5 чорний пішак · d5 білий пішак · h5 білий пішак · c4 білий пішак · c3 білий кінь · a2 білий пішак · b2 білий пішак · c2 білий король · d2 білий ферзь · h2 білий пішак · b1 біла тура · f1 білий слон · h1 чорний ферзь | a8 чорна тура · b8 чорний кінь · e8 чорна тура · g8 чорний король · a7 чорний пішак · b7 чорний пішак · f7 чорний пішак · h7 чорний пішак · d6 чорний пішак · g6 чорний пішак · c5 чорний пішак · d5 білий пішак · h5 білий пішак · c4 білий пішак · c3 білий кінь · a2 білий пішак · b2 білий пішак · c2 білий король · d2 білий ферзь · h2 білий пішак · b1 біла тура · f1 білий слон · h1 чорний ферзь | a8 чорна тура · b8 чорний кінь · e8 чорна тура · g8 чорний король · a7 чорний пішак · b7 чорний пішак · f7 чорний пішак · h7 чорний пішак · d6 чорний пішак · g6 чорний пішак · c5 чорний пішак · d5 білий пішак · h5 білий пішак · c4 білий пішак · c3 білий кінь · a2 білий пішак · b2 білий пішак · c2 білий король · d2 білий ферзь · h2 білий пішак · b1 біла тура · f1 білий слон · h1 чорний ферзь | a8 чорна тура · b8 чорний кінь · e8 чорна тура · g8 чорний король · a7 чорний пішак · b7 чорний пішак · f7 чорний пішак · h7 чорний пішак · d6 чорний пішак · g6 чорний пішак · c5 чорний пішак · d5 білий пішак · h5 білий пішак · c4 білий пішак · c3 білий кінь · a2 білий пішак · b2 білий пішак · c2 білий король · d2 білий ферзь · h2 білий пішак · b1 біла тура · f1 білий слон · h1 чорний ферзь | a8 чорна тура · b8 чорний кінь · e8 чорна тура · g8 чорний король · a7 чорний пішак · b7 чорний пішак · f7 чорний пішак · h7 чорний пішак · d6 чорний пішак · g6 чорний пішак · c5 чорний пішак · d5 білий пішак · h5 білий пішак · c4 білий пішак · c3 білий кінь · a2 білий пішак · b2 білий пішак · c2 білий король · d2 білий ферзь · h2 білий пішак · b1 біла тура · f1 білий слон · h1 чорний ферзь | a8 чорна тура · b8 чорний кінь · e8 чорна тура · g8 чорний король · a7 чорний пішак · b7 чорний пішак · f7 чорний пішак · h7 чорний пішак · d6 чорний пішак · g6 чорний пішак · c5 чорний пішак · d5 білий пішак · h5 білий пішак · c4 білий пішак · c3 білий кінь · a2 білий пішак · b2 білий пішак · c2 білий король · d2 білий ферзь · h2 білий пішак · b1 біла тура · f1 білий слон · h1 чорний ферзь | a8 чорна тура · b8 чорний кінь · e8 чорна тура · g8 чорний король · a7 чорний пішак · b7 чорний пішак · f7 чорний пішак · h7 чорний пішак · d6 чорний пішак · g6 чорний пішак · c5 чорний пішак · d5 білий пішак · h5 білий пішак · c4 білий пішак · c3 білий кінь · a2 білий пішак · b2 білий пішак · c2 білий король · d2 білий ферзь · h2 білий пішак · b1 біла тура · f1 білий слон · h1 чорний ферзь | 3 |
| 2 | a8 чорна тура · b8 чорний кінь · e8 чорна тура · g8 чорний король · a7 чорний пішак · b7 чорний пішак · f7 чорний пішак · h7 чорний пішак · d6 чорний пішак · g6 чорний пішак · c5 чорний пішак · d5 білий пішак · h5 білий пішак · c4 білий пішак · c3 білий кінь · a2 білий пішак · b2 білий пішак · c2 білий король · d2 білий ферзь · h2 білий пішак · b1 біла тура · f1 білий слон · h1 чорний ферзь | a8 чорна тура · b8 чорний кінь · e8 чорна тура · g8 чорний король · a7 чорний пішак · b7 чорний пішак · f7 чорний пішак · h7 чорний пішак · d6 чорний пішак · g6 чорний пішак · c5 чорний пішак · d5 білий пішак · h5 білий пішак · c4 білий пішак · c3 білий кінь · a2 білий пішак · b2 білий пішак · c2 білий король · d2 білий ферзь · h2 білий пішак · b1 біла тура · f1 білий слон · h1 чорний ферзь | a8 чорна тура · b8 чорний кінь · e8 чорна тура · g8 чорний король · a7 чорний пішак · b7 чорний пішак · f7 чорний пішак · h7 чорний пішак · d6 чорний пішак · g6 чорний пішак · c5 чорний пішак · d5 білий пішак · h5 білий пішак · c4 білий пішак · c3 білий кінь · a2 білий пішак · b2 білий пішак · c2 білий король · d2 білий ферзь · h2 білий пішак · b1 біла тура · f1 білий слон · h1 чорний ферзь | a8 чорна тура · b8 чорний кінь · e8 чорна тура · g8 чорний король · a7 чорний пішак · b7 чорний пішак · f7 чорний пішак · h7 чорний пішак · d6 чорний пішак · g6 чорний пішак · c5 чорний пішак · d5 білий пішак · h5 білий пішак · c4 білий пішак · c3 білий кінь · a2 білий пішак · b2 білий пішак · c2 білий король · d2 білий ферзь · h2 білий пішак · b1 біла тура · f1 білий слон · h1 чорний ферзь | a8 чорна тура · b8 чорний кінь · e8 чорна тура · g8 чорний король · a7 чорний пішак · b7 чорний пішак · f7 чорний пішак · h7 чорний пішак · d6 чорний пішак · g6 чорний пішак · c5 чорний пішак · d5 білий пішак · h5 білий пішак · c4 білий пішак · c3 білий кінь · a2 білий пішак · b2 білий пішак · c2 білий король · d2 білий ферзь · h2 білий пішак · b1 біла тура · f1 білий слон · h1 чорний ферзь | a8 чорна тура · b8 чорний кінь · e8 чорна тура · g8 чорний король · a7 чорний пішак · b7 чорний пішак · f7 чорний пішак · h7 чорний пішак · d6 чорний пішак · g6 чорний пішак · c5 чорний пішак · d5 білий пішак · h5 білий пішак · c4 білий пішак · c3 білий кінь · a2 білий пішак · b2 білий пішак · c2 білий король · d2 білий ферзь · h2 білий пішак · b1 біла тура · f1 білий слон · h1 чорний ферзь | a8 чорна тура · b8 чорний кінь · e8 чорна тура · g8 чорний король · a7 чорний пішак · b7 чорний пішак · f7 чорний пішак · h7 чорний пішак · d6 чорний пішак · g6 чорний пішак · c5 чорний пішак · d5 білий пішак · h5 білий пішак · c4 білий пішак · c3 білий кінь · a2 білий пішак · b2 білий пішак · c2 білий король · d2 білий ферзь · h2 білий пішак · b1 біла тура · f1 білий слон · h1 чорний ферзь | a8 чорна тура · b8 чорний кінь · e8 чорна тура · g8 чорний король · a7 чорний пішак · b7 чорний пішак · f7 чорний пішак · h7 чорний пішак · d6 чорний пішак · g6 чорний пішак · c5 чорний пішак · d5 білий пішак · h5 білий пішак · c4 білий пішак · c3 білий кінь · a2 білий пішак · b2 білий пішак · c2 білий король · d2 білий ферзь · h2 білий пішак · b1 біла тура · f1 білий слон · h1 чорний ферзь | 2 |
| 1 | a8 чорна тура · b8 чорний кінь · e8 чорна тура · g8 чорний король · a7 чорний пішак · b7 чорний пішак · f7 чорний пішак · h7 чорний пішак · d6 чорний пішак · g6 чорний пішак · c5 чорний пішак · d5 білий пішак · h5 білий пішак · c4 білий пішак · c3 білий кінь · a2 білий пішак · b2 білий пішак · c2 білий король · d2 білий ферзь · h2 білий пішак · b1 біла тура · f1 білий слон · h1 чорний ферзь | a8 чорна тура · b8 чорний кінь · e8 чорна тура · g8 чорний король · a7 чорний пішак · b7 чорний пішак · f7 чорний пішак · h7 чорний пішак · d6 чорний пішак · g6 чорний пішак · c5 чорний пішак · d5 білий пішак · h5 білий пішак · c4 білий пішак · c3 білий кінь · a2 білий пішак · b2 білий пішак · c2 білий король · d2 білий ферзь · h2 білий пішак · b1 біла тура · f1 білий слон · h1 чорний ферзь | a8 чорна тура · b8 чорний кінь · e8 чорна тура · g8 чорний король · a7 чорний пішак · b7 чорний пішак · f7 чорний пішак · h7 чорний пішак · d6 чорний пішак · g6 чорний пішак · c5 чорний пішак · d5 білий пішак · h5 білий пішак · c4 білий пішак · c3 білий кінь · a2 білий пішак · b2 білий пішак · c2 білий король · d2 білий ферзь · h2 білий пішак · b1 біла тура · f1 білий слон · h1 чорний ферзь | a8 чорна тура · b8 чорний кінь · e8 чорна тура · g8 чорний король · a7 чорний пішак · b7 чорний пішак · f7 чорний пішак · h7 чорний пішак · d6 чорний пішак · g6 чорний пішак · c5 чорний пішак · d5 білий пішак · h5 білий пішак · c4 білий пішак · c3 білий кінь · a2 білий пішак · b2 білий пішак · c2 білий король · d2 білий ферзь · h2 білий пішак · b1 біла тура · f1 білий слон · h1 чорний ферзь | a8 чорна тура · b8 чорний кінь · e8 чорна тура · g8 чорний король · a7 чорний пішак · b7 чорний пішак · f7 чорний пішак · h7 чорний пішак · d6 чорний пішак · g6 чорний пішак · c5 чорний пішак · d5 білий пішак · h5 білий пішак · c4 білий пішак · c3 білий кінь · a2 білий пішак · b2 білий пішак · c2 білий король · d2 білий ферзь · h2 білий пішак · b1 біла тура · f1 білий слон · h1 чорний ферзь | a8 чорна тура · b8 чорний кінь · e8 чорна тура · g8 чорний король · a7 чорний пішак · b7 чорний пішак · f7 чорний пішак · h7 чорний пішак · d6 чорний пішак · g6 чорний пішак · c5 чорний пішак · d5 білий пішак · h5 білий пішак · c4 білий пішак · c3 білий кінь · a2 білий пішак · b2 білий пішак · c2 білий король · d2 білий ферзь · h2 білий пішак · b1 біла тура · f1 білий слон · h1 чорний ферзь | a8 чорна тура · b8 чорний кінь · e8 чорна тура · g8 чорний король · a7 чорний пішак · b7 чорний пішак · f7 чорний пішак · h7 чорний пішак · d6 чорний пішак · g6 чорний пішак · c5 чорний пішак · d5 білий пішак · h5 білий пішак · c4 білий пішак · c3 білий кінь · a2 білий пішак · b2 білий пішак · c2 білий король · d2 білий ферзь · h2 білий пішак · b1 біла тура · f1 білий слон · h1 чорний ферзь | a8 чорна тура · b8 чорний кінь · e8 чорна тура · g8 чорний король · a7 чорний пішак · b7 чорний пішак · f7 чорний пішак · h7 чорний пішак · d6 чорний пішак · g6 чорний пішак · c5 чорний пішак · d5 білий пішак · h5 білий пішак · c4 білий пішак · c3 білий кінь · a2 білий пішак · b2 білий пішак · c2 білий король · d2 білий ферзь · h2 білий пішак · b1 біла тура · f1 білий слон · h1 чорний ферзь | 1 |
|   | a | b | c | d | e | f | g | h |   |

## Результати
|                          | 1 | 2 | 3 | 4 | 5 | 6 | 7 | 8 | 9 | 10 | 11 | 12 | 13 | 14 | 15 | 16 | Очки |
| ------------------------ | - | - | - | - | - | - | - | - | - | -- | -- | -- | -- | -- | -- | -- | ---- |
| Вішванатан Ананд (Індія) | ½ | ½ | ½ | ½ | ½ | ½ | 0 | 1 | ½ | ½  | ½  | ½  | ½  | 1  | ½  | ½  | 8½   |
| Борис Гельфанд (Ізраїль) | ½ | ½ | ½ | ½ | ½ | ½ | 1 | 0 | ½ | ½  | ½  | ½  | ½  | 0  | ½  | ½  | 7½   |